# Hel (religie)

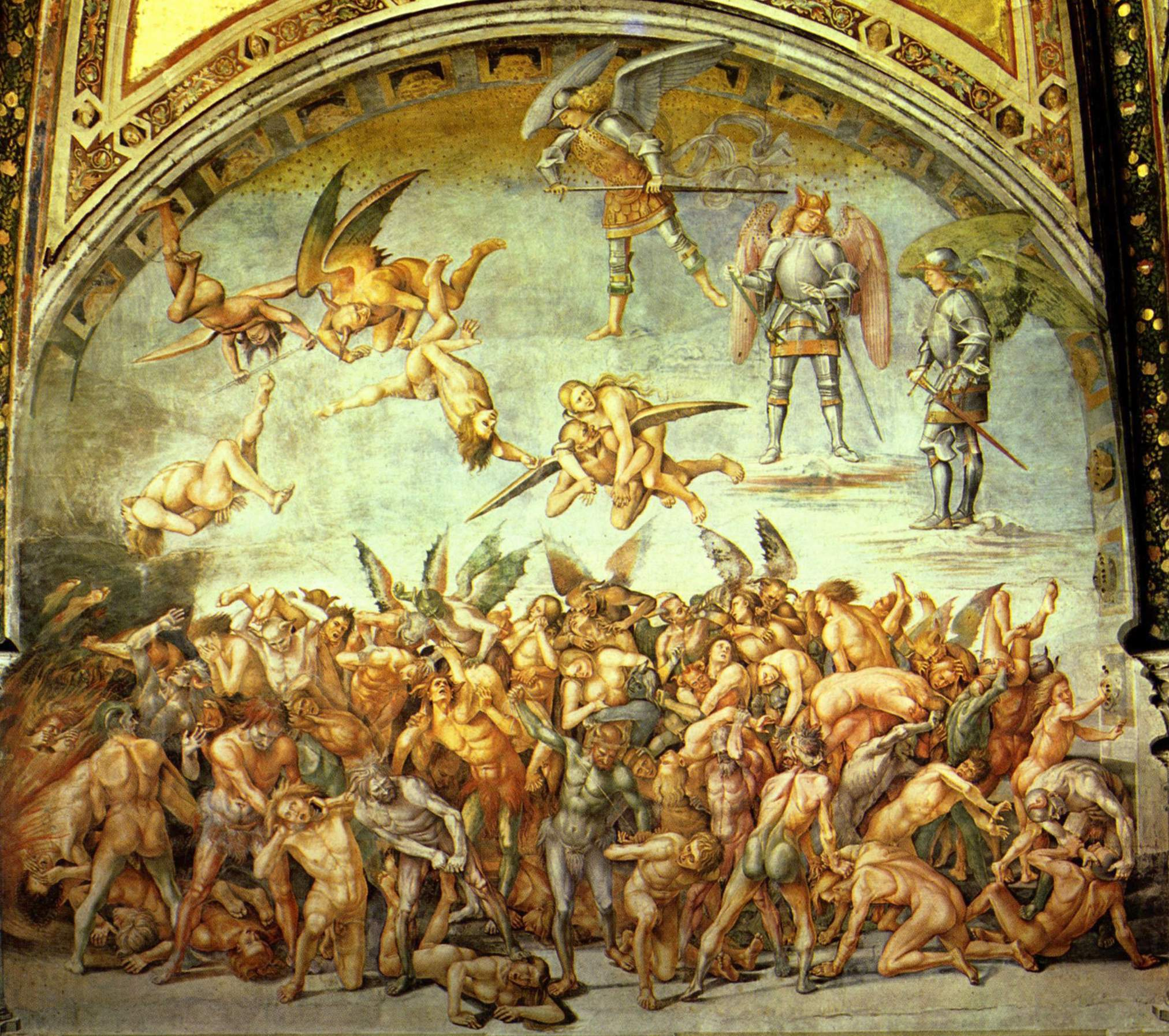
'De verdoemden gaan naar de hel' van Luca Signorelli

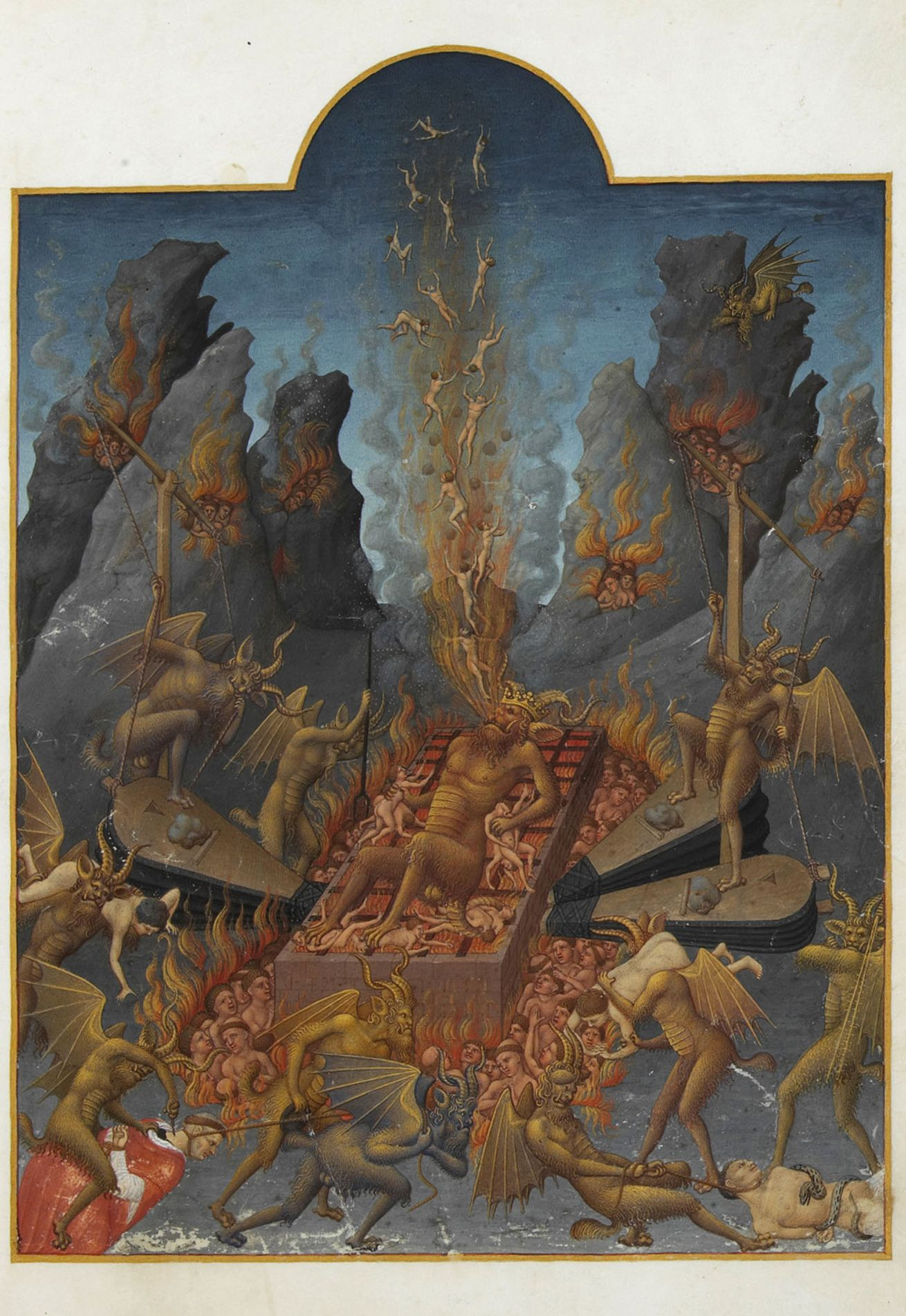
'De duivel martelt de verdoemden terwijl ook hij gemarteld wordt in de hel' uit Les Très Riches Heures du duc de Berry van de gebroeders Van Limburg

De hel is een religieus concept en duidt een plek of bestaanssfeer aan waar men na de dood heen kan gaan en welke gekarakteriseerd wordt door een hoge mate van fysieke en mentale pijn en lijden. In bijna alle religies is er sprake van de aanwezigheid van een of meer hellen. Het begrip hel komen we veel tegen binnen het christendom en de islam. Na te zijn gestorven, zouden de zielen naar het hiernamaals gaan. Conform de vroomheid, eerlijkheid, kuisheid en/of andere zaken wordt er door een hogere macht beslist of een ziel naar de hemel mag of dat deze naar de hel moet. De hel is in die zin het tegenovergestelde van de hemel, namelijk een verblijf in afwezigheid van God.

## Etymologie
Het woord hel komt van het Oergermaanse woord *haljæ wat dodenrijk of onderwereld betekende. Hel is tevens de Germaanse godin van die onderwereld, en de personificatie ervan (zie onder Noordse Mythologie).

## Hel in het jodendom

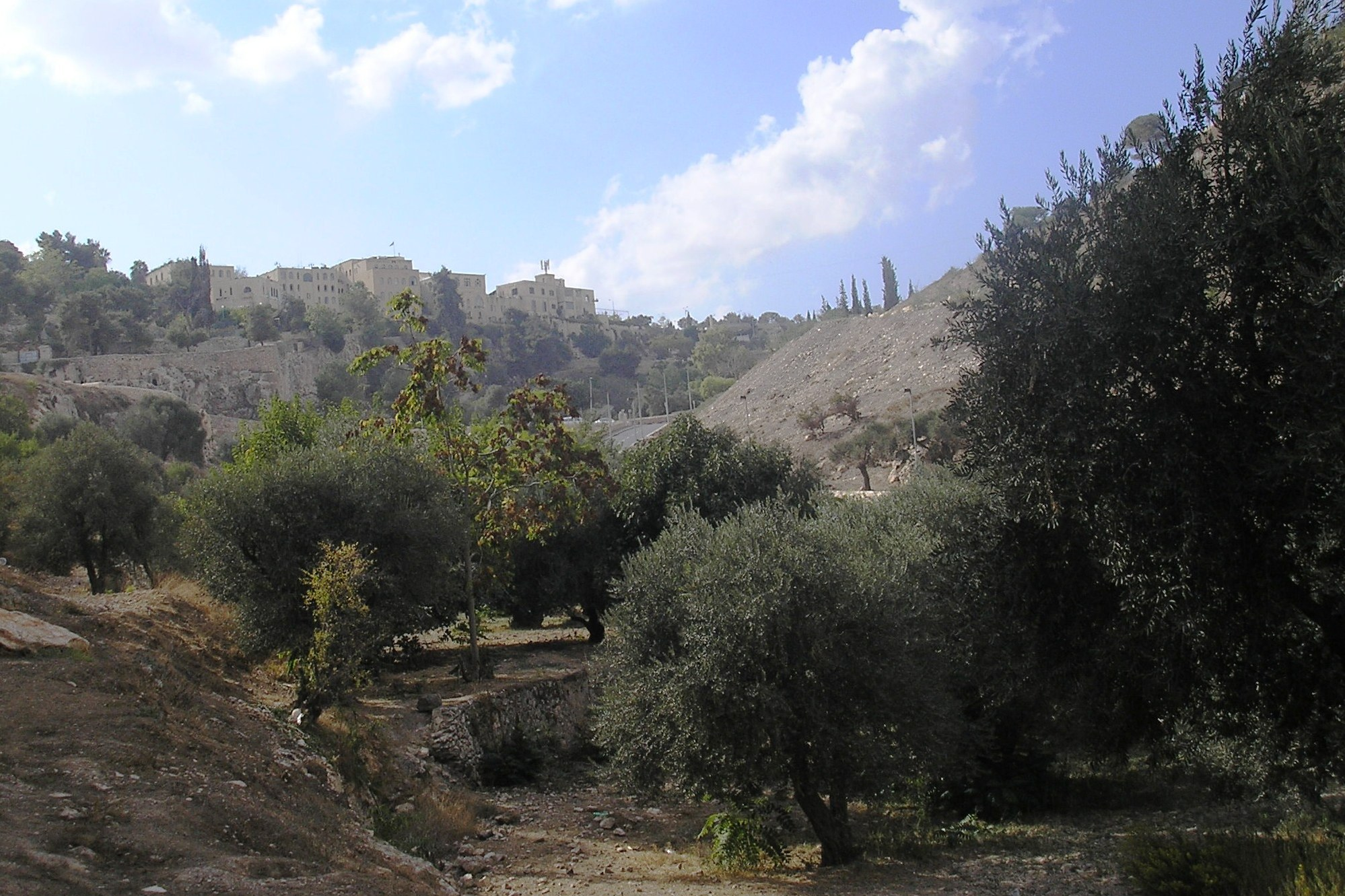
Vallei van Hinnom, Gehenna, 2007

In de Hebreeuwse Bijbel wordt niet veel aandacht besteed aan een opstanding en leven na de dood. De oudste concepten spreken over de aartsvaders die "met hun voorvaders werden verenigd" (Genesis 25:8). Het graf is het dodenrijk Sheol (Hebreeuws: שְׁאוֹל, ʃeʾôl) en het is zaak om op aarde goed te leven, want in het graf is alleen maar duisternis.
Pas in het zeer late boek Daniël (hellenistische periode) wordt gesuggereerd dat er een Dag des oordeels zal aanbreken: "Velen van hen die slapen in de aarde, in het stof, zullen ontwaken, sommigen om eeuwig te leven, anderen om voor eeuwig te worden veracht en verafschuwd" (Daniël 12:2). Deze ontwikkeling hield verband met het martelaarschap van Joodse gelovigen in de tijd van Antiochus IV Epifanes. Deelnemers aan de Makkabese opstand zouden worden beloond met het eeuwige leven (2 Makkabeeën 7:14).
In de Septuagint (de Griekse vertaling van de Hebreeuwse Bijbel) wordt Sheol vertaald met ᾄδης, hades. Hades was in de Griekse mythologie de god van de onderwereld of schimmenrijk en heerser over de doden. Hoewel in de periode van het hellenisme bepaalde Griekse concepten ingang vonden in het jodendom, is er nooit sprake van een hel van vuur, waarin mensen gepijnigd worden. De duivel komt in de Hebreeuwse Bijbel in zijn geheel niet voor.

### Later jodendom
Ook in de apocriefen van het Oude Testament wordt Hades gebruikt zoals hierboven beschreven. Pas in Aramese fragmenten van 1 Henoch (3e-2e eeuw v.Chr.) wordt Hades beschreven als een plaats waar krachten van verwoesting opduiken. Het zijn apocalyptische elementen die hun weerklank vinden in de Openbaring van Johannes.

### Oude Testament
De Statenvertaling vertaalt Sheol soms met 'hel' en meestal met 'graf'. De NBG vertaling uit 1951 vertaalt met 'dodenrijk'.

## Hel in het christendom

### Dodenrijken in het Nieuwe Testament
In het Nieuwe Testament wordt niet over een hel gesproken als een oord van straf voor zware zondaars, bewoond door de duivel.
Hades
Het concept van Hades werd in grote mate overgenomen uit het jodendom. Gestorvenen verblijven in dit dodenrijk voor altijd tussen het stof en de maden. Openbaring 20:14,15 gebruikt Hades in contrast met "de vuurpoel".
Gehenna
In het Nieuwe Testament wordt ook de term Γέεννα, Gehenna gebruikt. Dit is een leenwoord uit het Hebreeuws (גהנום, gehinnom) en duidde oorspronkelijk het "Dal van Hinnom" aan (rond de oude stad van Jeruzalem). Dit was een beruchte plek, omdat daar in de tijd van de koningen kinderoffers werden gebracht (2 Kronieken 28:3; 33:6). In de eeuwen daarna kreeg het kennelijk de betekenis van een eschatologische plaats van oordeel of een strafoord.
In het christendom worden sommige uitspraken van Jezus waarin Gehenna wordt genoemd opgevat als een verwijzing naar een plaats van eeuwige bestraffing en lijden:
Wie "Dwaas!" zegt, zal voor het vuur van de Gehenna komen te staan. (Matteüs 5:22)
Hoe denken jullie te kunnen ontkomen aan een veroordeling tot de Gehenna? (Matteüs 23:32)
Je kunt beter verminkt het leven binnengaan dan in het bezit van twee handen  naar de Gehenna gaan, naar het onblusbare vuur. ... Je kunt beter kreupel het leven binnengaan dan in het bezit van twee voeten in de Gehenna geworpen te worden. ... Je kunt beter met één oog het koninkrijk van God binnengaan dan in het bezit van twee ogen in de Gehenna geworpen worden, waar de wormen blijven knagen en het vuur niet dooft. (Marcus 9:42-48)
Tartaros
Eenmaal (in 2 Petrus 2:4) wordt de term Τάρταρος, Tartaros gebruikt als "diepe duisternis" waar gevallen engelen hun oordeel afwachten. Tartaros was in de Griekse mythologie het gruwelijkste deel van hades, waar de schimmen of geesten van de doden naartoe werden gestuurd als ze slecht geleefd hadden. Voorbeelden hiervan zijn Sisyphos en Tantalos, die toen ze stierven, voor eeuwig kwellingen moesten doorstaan.
Afgrond
Tot slot is er enkele keren sprake van ἄβυσσος, abussos, "afgrond". Het gebruik van deze term lijkt te duiden op een oord in de onderwereld dat te vergelijken is met Tartaros, een gevangenis voor "de draak, de slang van weleer, die ook Satan of duivel wordt genoemd" (Openbaring 20:2). Na hier duizend jaar te zijn opgesloten wordt de duivel in "de poel van vuur en zwavel" gegooid (Openbaring 20:10), waar het beest en de valse profeet al in waren gegooid (Openbaring 19:20), net als later het dodenrijk en de dood zelf (Openbaring 20:14) en allen die veroordeeld worden op de Dag des oordeels (Openbaring 21:8). Net als Tartaros wordt de afgrond niet genoemd in relatie met mensen, maar met demonen of metaforisch.

### Hel in het vroege christendom
In het vroege christendom beschreven veel kerkvaders uit de 1e tot 3e eeuw, zoals Clemens van Rome, Ignatius van Antiochië, Justinus de Martelaar, Ireneüs van Lyon, Tertullianus en later Augustinus van Hippo, een eeuwige hel in verschillende vormen. Zeer drastische beeldbeschrijvingen zijn ook te vinden in de post-bijbelse Apophthegmata Patrum, de populaire uitspraken van de woestijnvaders, waarvan de meeste afkomstig zijn uit het christelijke Egypte in de 4e eeuw.
Sommige vroege theologen, zoals Clemens van Alexandrië (150-215) en Origenes (185-254), leerden universele verzoening, dat wil zeggen de terugkeer van alle schepselen tot God, die ook zo werd opgevat door sommigen uit de 4e en 5e eeuw, zoals Basilius van Caesarea, Gregorius van Nyssa, Gregorius van Nazianze Didymus de Blinde, Eusebius van Caesarea, Diodorus van Tarsus en Theodorus van Mopsuestia. Door de liturgie van laatstgenoemde werd apokatastasis ("verzoening voor allen") in de Assyrische kerk aangenomen. Deze opvatting werd verworpen door de Rooms-Katholieke Kerk en op de synode van Constantinopel in 543 veroordeeld, beïnvloed door het Liber adversus Origenem geschreven door keizer Justinianus I. Van den Brink en Van der Kooi zien dit volgens hun Christelijke Dogmatiek als het moment waarop de leer van een eeuwige hel als officiële leer van de kerk geldt. Het Tweede Oecumenische Concilie van Constantinopel in 553 veroordeelde Origenes (Edict contra Origenes) en keurde de canon goed.
Net als de letterlijke lezing van het boek Openbaring, heeft de 2e-eeuwse apocriefe Openbaring van Petrus sterk de latere middeleeuwse notie van de hel als de plaats van eeuwige straf gevormd. Ze beschrijft ze uitgebreid en dat de menselijke slachtoffers soms zelfs mee kunnen doen aan de straf. Hoewel dit geschrift niet in de canon van de Bijbel werd opgenomen, beschouwden sommige apologeten zoals Clemens van Alexandrië (150-215) het als een werk van de apostel Petrus, dus de invloed ervan was aanzienlijk.

### Hel in de algemene geloofsbelijdenissen
Met de Apostolische geloofsbelijdenis belijden christenen wereldwijd de Hellevaart van Christus. De Heidelbergse Catechismus legt in antwoord 44 uit dat Christus onuitsprekelijke benauwdheid, smarten, verschrikking en helse kwelling had, die Hij, in heel zijn lijden, maar bovenal aan het kruis heeft ondergaan. Deze uitleg is echter niet onomstreden. Oorspronkelijk stond 'nedergedaald ter helle' echter in het kader van Christus' overwinning waar ook de 'onderwereld' ('sjeol') getuige van moest zijn. Christus is overwinnaar een verbreekt de poorten van de hel.
De geloofsbelijdenis van Athanasius stelt:
(...) vanwaar Hij [Jezus Christus] komen zal om te oordelen de levenden en de doden.
En bij zijn komst moeten alle mensen wederopstaan met hun lichaam en rekenschap afleggen van hun eigen daden.
En die het goede gedaan hebben zullen in het eeuwige leven gaan, maar die het kwade gedaan hebben in het eeuwige vuur.
De Geloofsbelijdenis van Athanasius is opgenomen als credo in de Westerse Kerk (en niet in de Oosterse Kerk), vandaar dat dit document en de leer over hel gezaghebbend is in de Rooms-Katholieke Kerk en veel protestantse kerken.

### Hel in de Rooms-Katholieke Kerk
Rooms-katholieken geloven dat personen die in staat van doodzonde sterven tot het eeuwige vuur van de hel worden veroordeeld. Daarnaast geloven zij ook dat de meeste zielen die in staat van genade zijn gestorven voor hun intrede in de hemel eerst nog tijdelijk gelouterd moeten worden in het vagevuur. Voor rooms-katholieke en andere christenen is de hel een werkelijkheid die zich in het hier en nu kan manifesteren door de invloed van duivelse geesten en de satan. Zij is een werkelijkheid die bestaat naast de werkelijkheid van het leven van de mensen in de wereld en het leven van de zielen in de hemel en het vagevuur.

De rooms-katholieken geloven dat zij met hun gebed en geestelijke offers de zielen die gered zijn in het vagevuur vertroosting kunnen geven en een spoediger verlossing uit het vagevuur, terwijl de zielen in de hel niet meer gebaat zijn bij gebed of goede werken ter hunne verlossing gedaan, maar werkelijk reddeloos en eeuwig verloren zijn. Binnen de rooms-katholieke kerk zijn middels vele privé-openbaringen hulpmiddelen gegeven aan de mensen om zich voor een eeuwige verdoemenis te bewaren. Zo is er de devotie van de drie weesgegroetjes, het dragen van het scapulier. Of het rozenkransje van Barmhartigheid geopenbaard door de heilig verklaarde zuster Maria Faustina Kowalska (Polen) waaraan de belofte verbonden is dat wanneer iemand dat gebed slechts eenmaal in zijn leven heeft gebeden, hij niet verloren zal gaan. Wat overigens niets zegt over de duur van het verblijf in het vagevuur.

### Hel in het protestantisme
In artikel XVII van de Augsburgse Confessie (1530) formuleerde de reformatorische beweging:
Er wordt ook geleerd dat onze Heer Jezus Christus op de laatste dag zal komen om te oordelen en alle doden op te wekken, eeuwig leven en eeuwige vreugde te geven aan de gelovigen en de uitverkorenen, maar de goddeloze mensen en duivels tot de hel en eeuwige straf te veroordelen. Daarom zullen de wederdopers worden afgewezen, dus leer dat de duivels en verdoemde mensen geen eeuwige kwelling en kwelling zullen hebben.
Binnen het protestantisme zijn er meerdere opvattingen over de hel. Veel protestanten geloven dat uit de hel niet te ontkomen valt. Tegelijk gelooft men dat de hel wel te vermijden, te ontwijken is. Wie zijn zonden aan God belijdt, zich daarvan afkeert en in Jezus Christus gelooft wordt vrijgesproken van zijn of haar zonden en hoeft daarom niet gestraft te worden in de hel. De Heidelbergse Catechismus spreekt van 'eeuwige straf', de Nederlandse Geloofsbelijdenis spreekt in artikel 37 stelt dat de goddelozen gepijnigd worden in het eeuwige vuur, dat voor de duivelen en zijn engelen bereid is.
Hervormd theoloog Hendrikus Berkhof stelde dat men in de uiterste duisternis (Matteüs 25:30) komt als gevolg van het feit dat men in het aardse leven tegen het licht en voor de duisternis koos. Het 'gejammer en tandengeknars' drukken volgens hem het onvruchtbare terugkijken op gemiste levenskansen.
De zevendedagsadventisten geloven in een tijdelijke rusttoestand van de dood tot de opstanding. Weer anderen hangen de leer van het annihilationisme aan en stellen dat zondaren na hun dood vernietigd worden, en niet eeuwig zullen lijden in de hel of de poel van vuur. Deze zienswijze wordt door een minderheid van de christenen aangehangen.

## Hel in de islam
De islam gebruikt namen die zijn afgeleid van de Gehennavallei nabij de oude stad van Jeruzalem. In het Arabisch al-nar (het vuur) of jahannam (جهنم).
De hel is in de islam de plaats van bestraffing voor de menselijke ziel na de dood. Mensen kunnen na de dood, afhankelijk van hun aardse daden en geloof, naar de hel of naar het paradijs gaan. De hel is volgens de islam bestemd voor drie soorten mensen:
- Koefar (ongelovigen) - diegenen die een of meer geloofsbeginselen van de islam ontkennen
- Moeshriekien (polytheïsten) - diegenen die niet in de eenheid van God geloven
- Moenafiekien (huichelaars) - diegenen die zich voordoen als gelovigen in de islam maar in werkelijkheid niet geloven

Deze groep mensen gaan uiteindelijk naar de hel die weer uit zeven graden of lagen bestaat. De hel is in de islam een plaats voor eeuwige vernedering en bestraffing voor ongelovigen.
Volgens de islam gaan zondige moslims ook tijdelijk naar de hel. De zielen van deze zondige moslims worden daar zogenaamd "gereinigd" voordat ze de heilige bestemming, het paradijs, mogen betreden. Aangezien Gods aanwezigheid aldaar is, is het niet mogelijk om daar te komen als zondaar. Hoelang zij daar zullen verblijven is afhankelijk van de mate, soort van de zonde en van Gods genade. 

Er bestaan overigens bij de islamitische stromingen wel wat afwijkingen op details over het bovengenoemde.
De Koran noemt de hel ook wel met verschillende benoemingen zoals "vuur", "niet terugkeerbare val uit een afgrond", "ongelooflijke vuur en vlam" en "vuur zonder rook". Ook geeft de Koran in sommige aya de toestand van mensen die (al) in de hel zijn.
Volgens de Koran zal God de moeshriekien voor eeuwig in de hel houden en zullen zondige, maar wel gelovige mensen, na de tijdelijke "zielenreiniging" in de hel, naar het paradijs gaan. Volgens de islam zullen de moeshriekien (diegenen die deelgenoten toekennen aan God) in de "laatste" (lees; ergste) hel komen.
De heer en bewaker van de hel is volgens de islam, de engel Maalik (مالك). Daarentegen is de heer en bewaker van het paradijs, de engel Ridwan (رضوان).

## Noordse mythologie
De godin Hel was in de Noordse mythologie de koningin van de onderwereld (Helheim en Niflhel), zij had haar burcht in het diepste punt van de wereld. Dit punt heette, net als de burcht, Niflhel (Nevelhel) en dit was de plek waar alle doden naartoe gingen, ongeacht of zij goed of slecht geleefd hadden.
Garmr (een helhond) bewaakt de poort van het voorportaal Gnipahellir.
Voor de leefwijze in Niflhel hing het er wel vanaf hoe men geleefd had. Voor de zondigen was het er een straf. Naast Hels rijk was er nog een ander dodenrijk, het Walhalla. Zij die dapper gevochten hadden op het strijdveld en waren gesneuveld werden door de Valkyrja's (ofwel Walkuren) in Freya's en Odins naam uitgekozen om naar het Walhalla te gaan.

## Hel in het boeddhisme

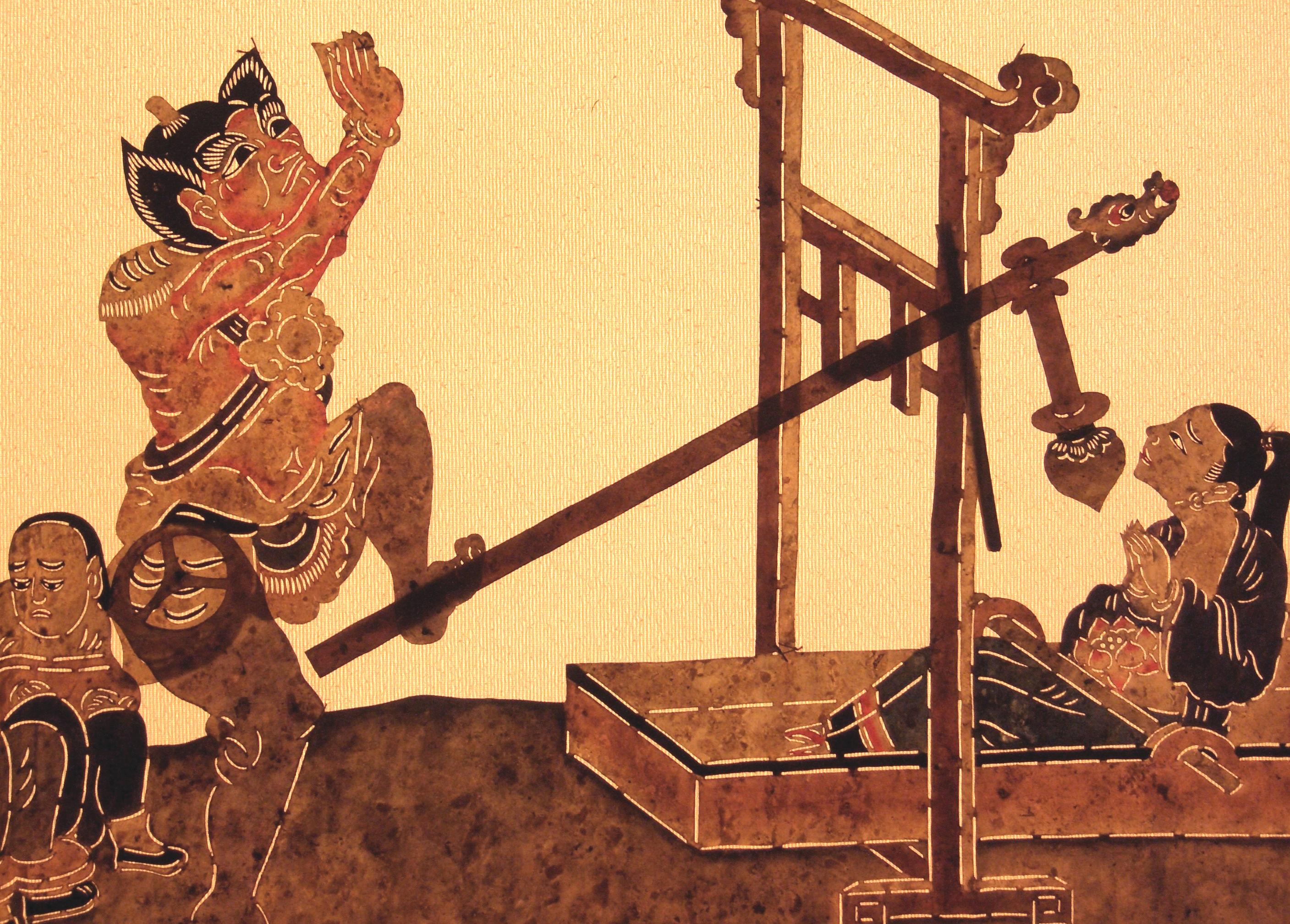
De boeddhistische hel in het Chinees schimmenspel, het doorboren van de buik

Het boeddhisme maakt onderscheid tussen veel verschillende hellen, die variëren in de intensiteit en frequentie van de ervaren pijn. Er is in het boeddhisme geen sprake van een hogere macht die beslist of iemand naar een hel gaat of niet; alleen iemands eigen karma is hiervoor verantwoordelijk. Een leven in een hel is slechts tijdelijk; wanneer dat leven beëindigd is (doodgaan), kan men weer als een mens, als een dier, als een geest of in een hemel wedergeboren worden. (zie ook: Boeddhistische kosmos).
Volgens de boeddhistische leer bestaat er geen permanente, onveranderlijke ziel, en deze kan daarom ook niet in een hel wedergeboren worden. Wat volgens de boeddhistische theorie plaatsvindt is dat het bewustzijn, na de dood, een nieuw leven 'oppakt' in een hel als gevolg van de slechte acties (slecht karma) die in het verleden gedaan zijn. Ook de huidige staat van geest is van invloed. Veel verhalen over de boeddhistische hel zijn te vinden in het literaire genre van de delok.

### Literatuur

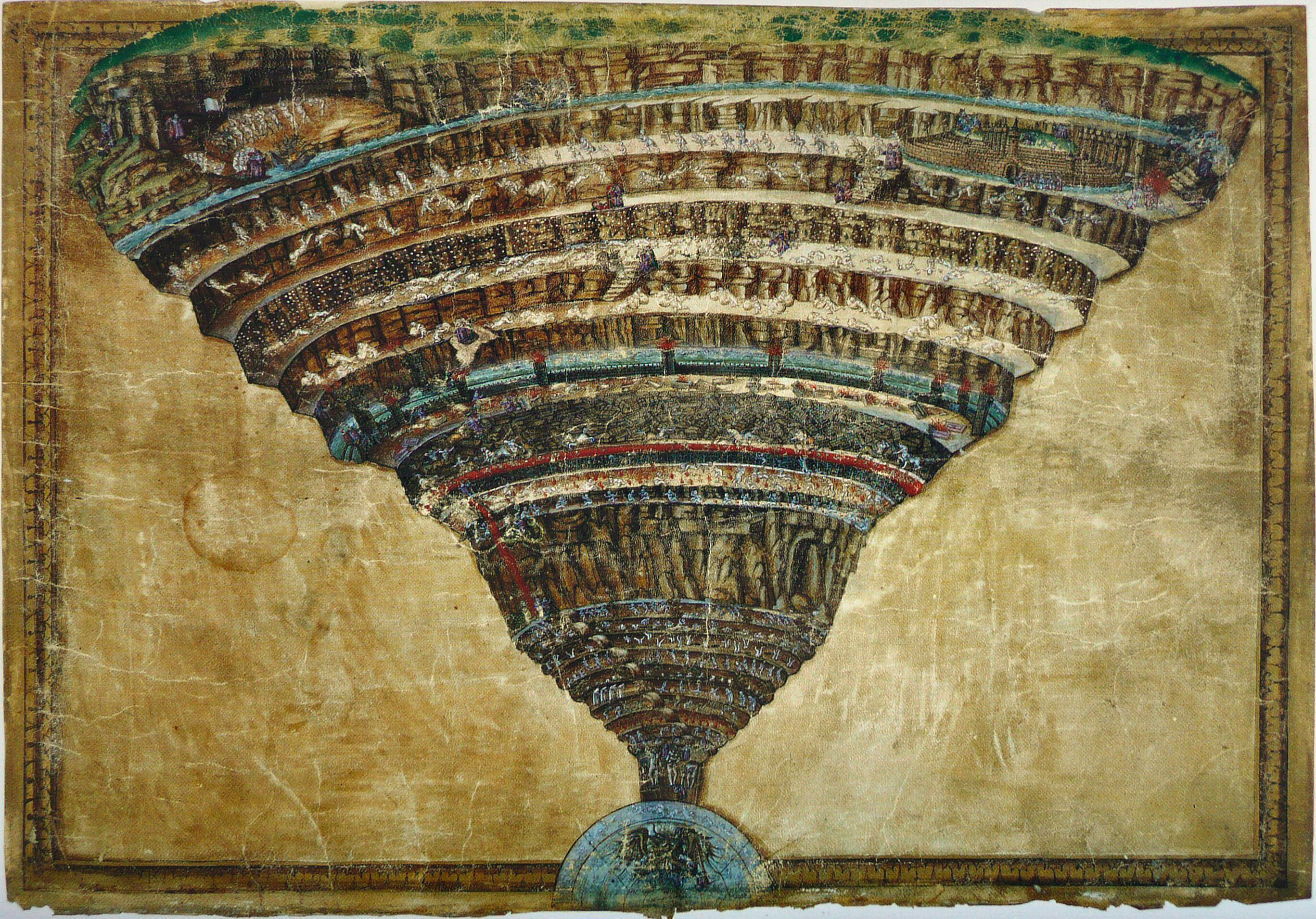
Kaart van de Hel door Botticelli voor Dante Alighieri's De goddelijke komedie

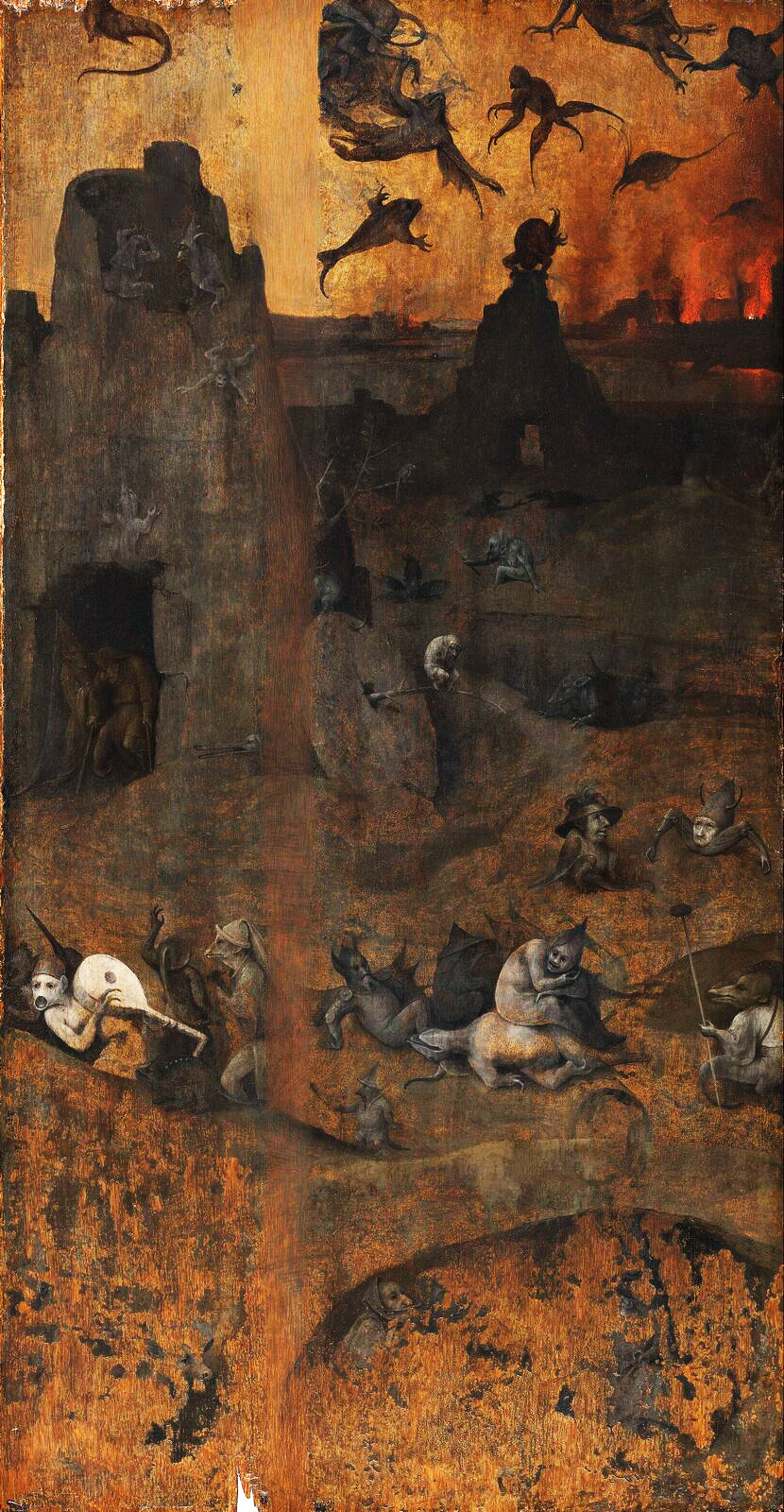
De hel (detail uit "Zondvloed en hel"), door Jheronimus Bosch.

## Hel in cultuur

### Spreekwoorden
De weg naar de hel is geplaveid met goede voornemens.
Voor de poorten van de hel weghalen.
Het is kermis in de hel.
Hij/Het is brandhout voor de hel.
De hel is losgebroken.
Het is hier zo donker als de hel.
Als 't geldje in de kist klinkt, Het zieltje uit de hel springt.
Als 't huwlijk is om 't gelletje, Dan wordt het vaak een helletje.

### Beeldende kunst
In de Sixtijnse Kapel schilderde Michelangelo Buonarroti zijn fresco Het laatste oordeel. Daarin wordt zichtbaar hoe de uitverkorenen door engelen naar de hemel worden gevoerd en de verdoemden in de hel belanden.
De Zuid-Nederlandse kunstschilder Jheronimus Bosch schilderde het Hooiwagen-drieluik, ook De hooiwagen genoemd. Dit drieluik stelt van links naar rechts voor: het Paradijs, een allegorische voorstelling rondom een hooiwagen en de hel. De hooiwagen wordt getrokken door een aantal demonen, die de wagen – en daarmee ook de nietsvermoedende en door het hooi verblinde mensheid – richting het rechterpaneel trekken waar de hel is afgebeeld.

### Galerij

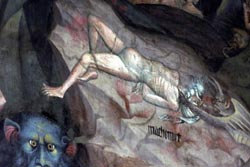
Fresco in Sint-Petroniusbasiliek in Bologna waarin Mohammed in de christelijke visie gemarteld wordt in de hel, Renaissance
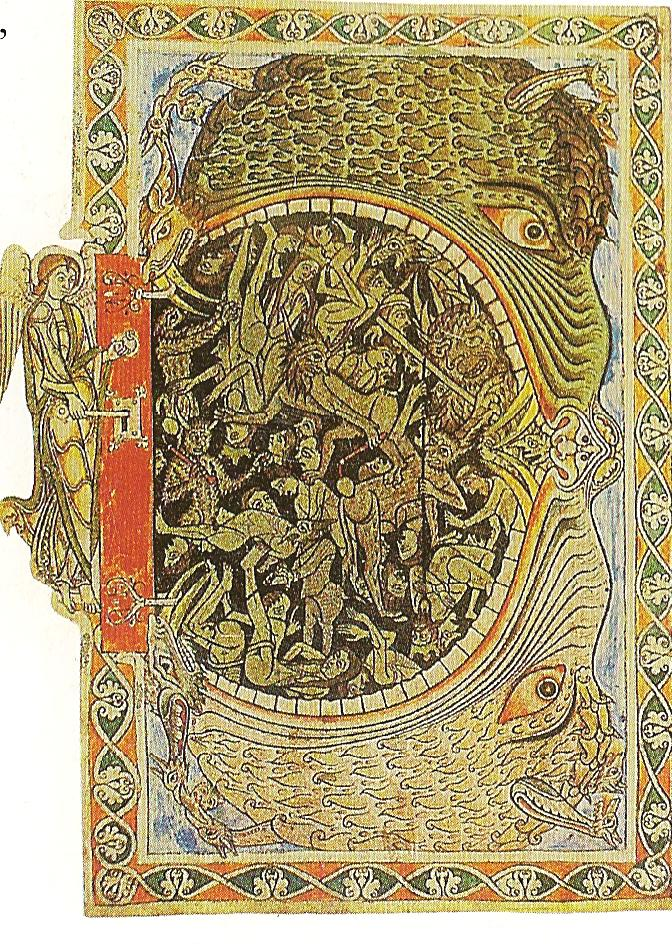
Een engel sluit de poort van de hel met een sleutel, 1150
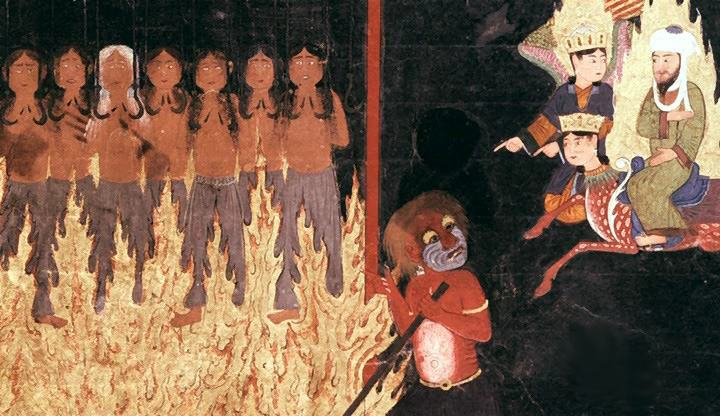
Perzische afbeelding, Mohammed bezoekt de hel waarin vrouwen, die een buitenechtelijk kind hebben gebaard, aan hun borsten hangend eeuwig geroosterd worden boven een vuur, 15e eeuw
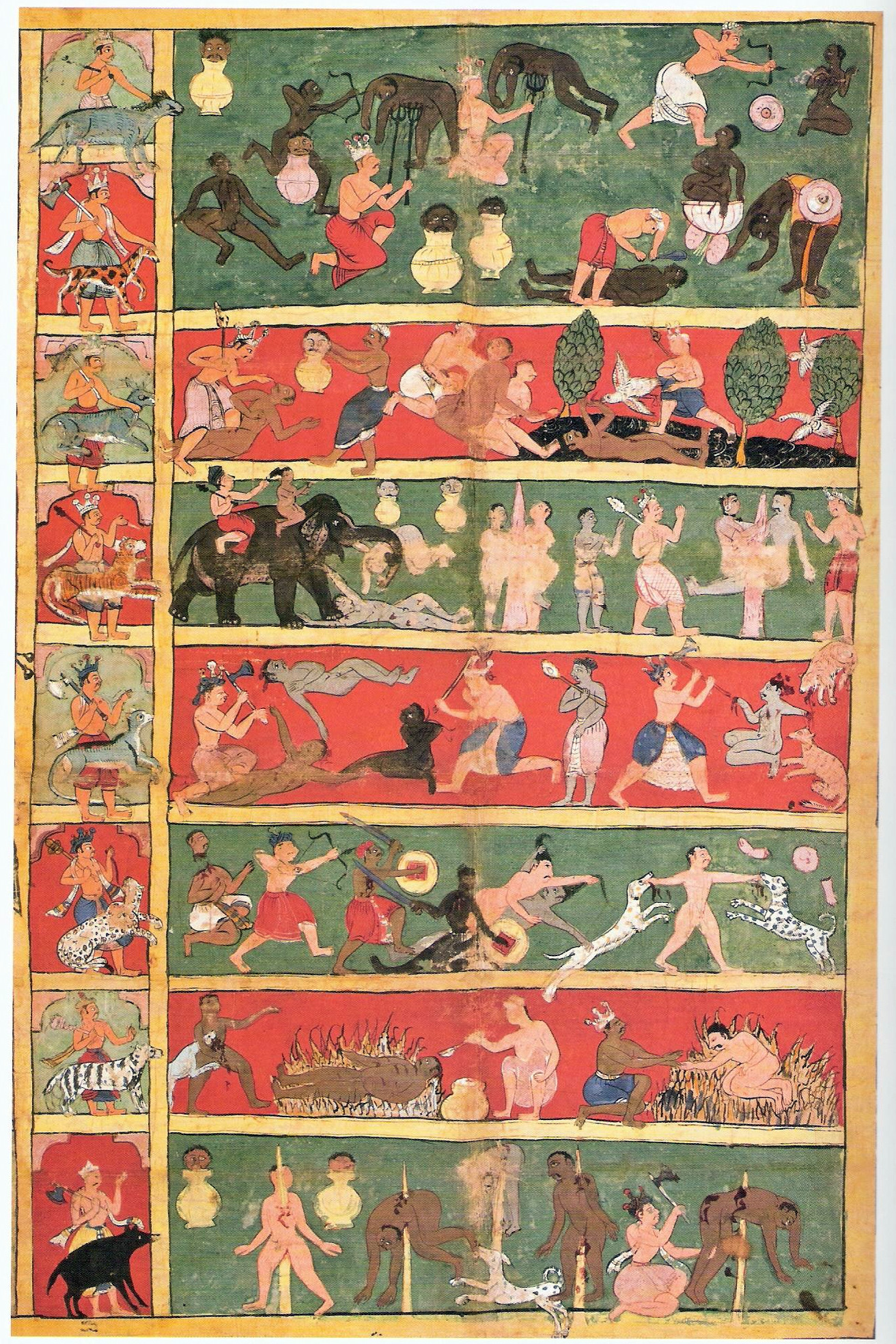
Schilderij van zeven niveaus van de hel in het jaïnisme en diverse martelingen aldaar. Ter linkerzijde een half-god en zijn dierenvoertuig, 17e-eeuws.